# Ivakaftor
Ivakaftor (Kalideko, VX-770) je lek za tretman cistične fibroze, koji su razvili Verteks Farmaceutikals i Fondacija za cističnu fibrozu. Ovo je privi lek prvi lek koji je odobren za lečenje uroka umesto simptoma bolesti.
Cistična fibroza je uzrokovana defektom proteina, cistično fibroznim regulatorom transmembranske provodnosti (CFTR), koji reguliše protok fluida unutar ćelija u utiče na komponente znoja, probavnih fluida, i sluzi. Defekt je uzrokovan DNK mutacijom koja se može javiti na nekoliko lokacija duž proteina, i svaka od njih utiče na nekoliko različitih funkcija proteina. Mutacija G551D, ne sprečava CFTR protein da dođe do površine epitelinih ćelija, ali mu onemogućava da transportuje hlor kroz jonski kanal. Ivakaftor poboljšava transport hlorida kroz jonski kanal. Ova vrsta leka je poznata kao CFTR potencijator.
G551D je nađen kod oko 4-5% slučajeva cistične fibroze. Ivakaftor je efektivan (i odobren od strane FDA) samo za cističnu fibrozu sa tom mutacijom. G551D je standardna aminokiselinska skraćenica za mutaciju kod koje je aminokiselina glicin (G) u poziciji 551 zamenjena sa aspartinskom kiselnom (D).
Kalideko će koštati $294,000 za godišnju opskrbu.

## Spoljašnje veze
- -770

|  | Molimo Vas, obratite pažnju na važno upozorenje u vezi sa temama iz oblasti medicine (zdravlja). |